# .223 WSSM
.223 WSSM (англ. Winchester Super Short Magnum, 5,56×42 мм) — гвинтівковий набій підвищеної потужності, з високою початковою швидкістю кулі.

## Історія
Набій .223 WSSM був створений по збройовим мірками зовсім недавно — у 2003 році спільними зусиллями двох відомих американських фірм «Браунінг» і «Вінчестер». Компанії впоралися з поставленим завданням — отримати патрон малого калібру, але з максимальною початковою швидкістю кулі, яка б давала виключно настильну траєкторію.
За основу був узятий вже існуючий патрон .300 WSM (Winchester Short Magnum) калібру 7,62 мм, гільзу якого було обжато до широко розповсюдженого калібру .223 (фактичний калібр, як і у всіх набоїв .223 — 0,224 дюйми). Поєднання легкої малокаліберної кулі з потужним пороховим зарядом, в порівняно великий гільзі, зробило новий набій одним з лідерів серед усіх набоїв такого калібру по швидкості кулі — до 1300 м/с і навіть більше. Коротка і товста гільза була обрана теж не випадково, вона забезпечила дуже швидке згоряння пороху і стало ще однією з причин високої швидкості кулі.

## Використання

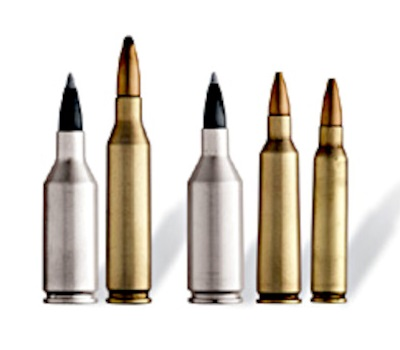
Набої .223 WSSM (зі світлою гільзою) у порівнянні з іншими набоями калібру .223

Завдяки високій швидкості і настильній траєкторії кулі набій .223 WSSM став популярним боєприпасом для вармінтингу. Для звичайного полювання він підходить менше. За середньої, а тим більш, великої дичини набій «працює» слабо — забійна дія легкої (2,6 … 7 г з дуловою енергією 1,6 … 2,8 кДж відповідно) кулі недостатня, незважаючи навіть на її величезну швидкість. Дрібну дичину та птицю куля, навпаки, на близьких дистанціях сильно пошкодить через потужну фугасну дію при влучанні. Тому застосування патрона для полювання поки досить обмежено, хоча в Північній Америці збройові фірми рекламують патрон .223 WSSM з 4,1 — грамової кулею як відповідний для полювання на різноманітних оленів.
В цілому, патрон належить до числа досить популярних боєприпасів, особливо в США. Під нього виробляється досить широка лінійка зброї.
Військового застосування набій .223 WSSM не має.

## Переваги та недоліки
Набій .223 WSSM існує ще не настільки довго, щоб повністю проявити свої позитивні і негативні риси, але вже можна сказати, що його безсумнівним плюсом є надзвичайно настильна траєкторія кулі і дуже висока влучність. Однак незвичайна форма гільзи обернулася вельми серйозними недоліками. Занадто коротка гільза — причина частих випадків «залипання» набою у патроннику і його поганої екстракції. Відбувається це, мабуть, тому, що вісь гільзи в момент її досилання розташована далеко від осі ствола, а оскільки гільза майже циліндрична, то і куля в перший момент подачі спрямована не в бік входу в патронник. Занадто гостре плече гільзи також не сприяє м'якості подачі. Відповідно, багато фахівців не рекомендують використовувати цей патрон при відповідальних або небезпечних полюваннях.
Через сильний тиск, який розвиває набій, і високої температури згоряння пороху, стрільба ним призводить до підвищеного зносу ствола. Але це властиво взагалі всім високошвидкісним набоям малого і середнього калібру. Інший важливий недолік — сильний відбій.